# Pallenis
Pallenis ist eine Pflanzengattung in der Familie der Korbblütler (Asteraceae). Die etwa sechs Arten sind hauptsächlich im Mittelmeerraum verbreitet.

## Beschreibung

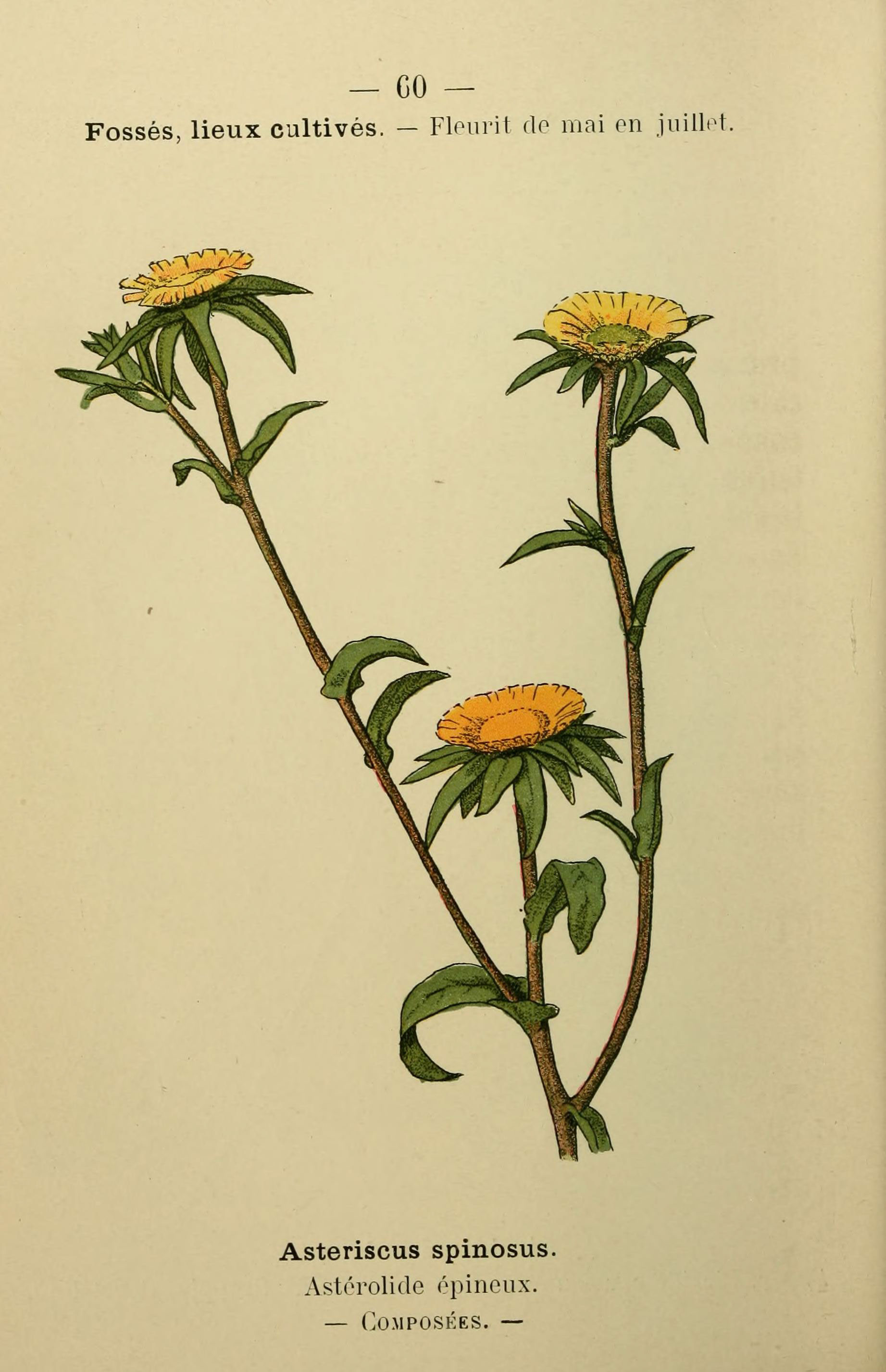
Illustration aus Flore coloriée de poche du littoral méditerranéen de Gênes à Barcelone y compris la Corse des Stechenden Sternauges (Pallenis spinosa)

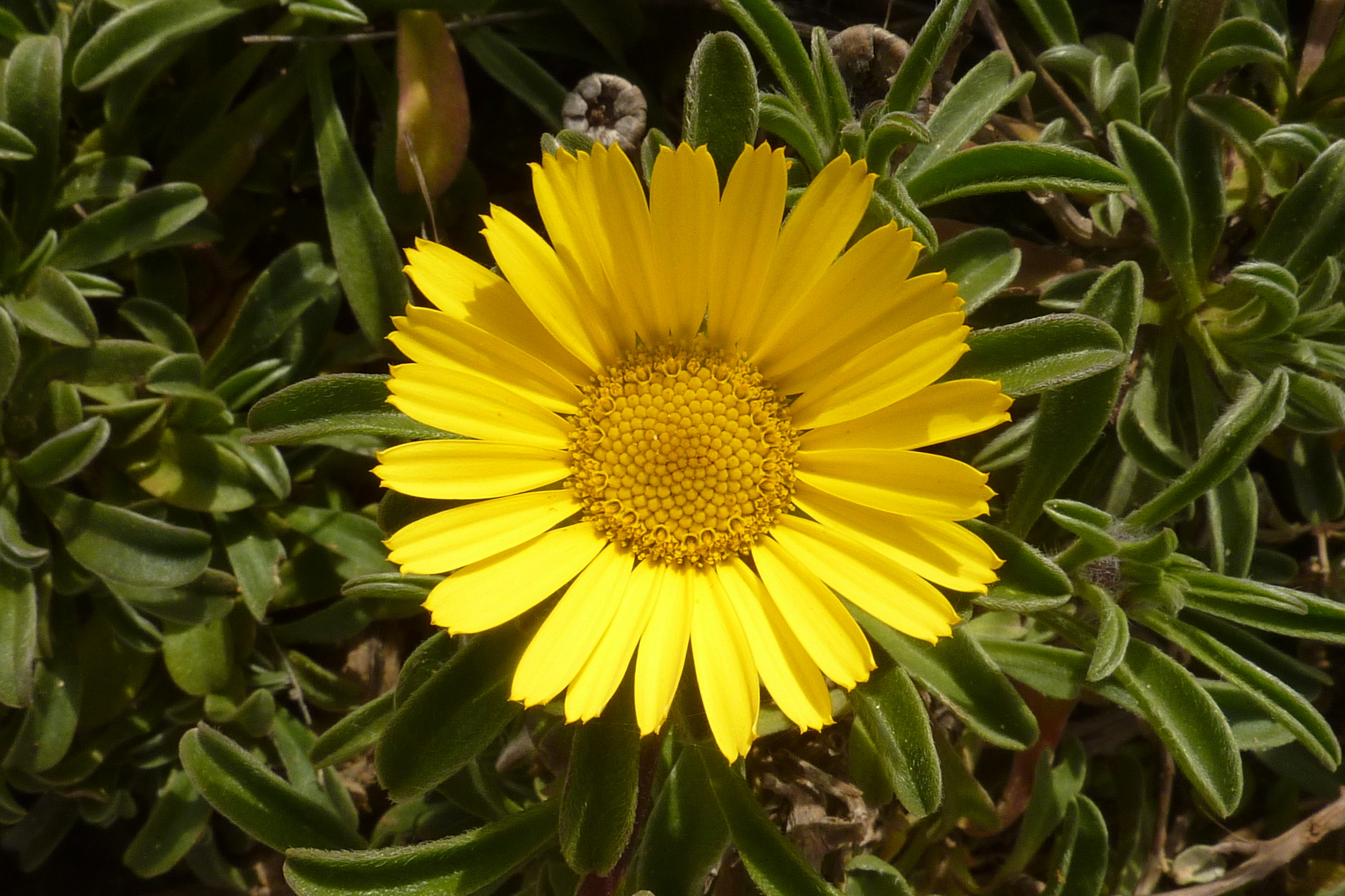
Blütenkorb im Detail des Küstenstrandsterns (Pallenis maritima); die Zunge der Zungenblüten endet in drei Kronlappen

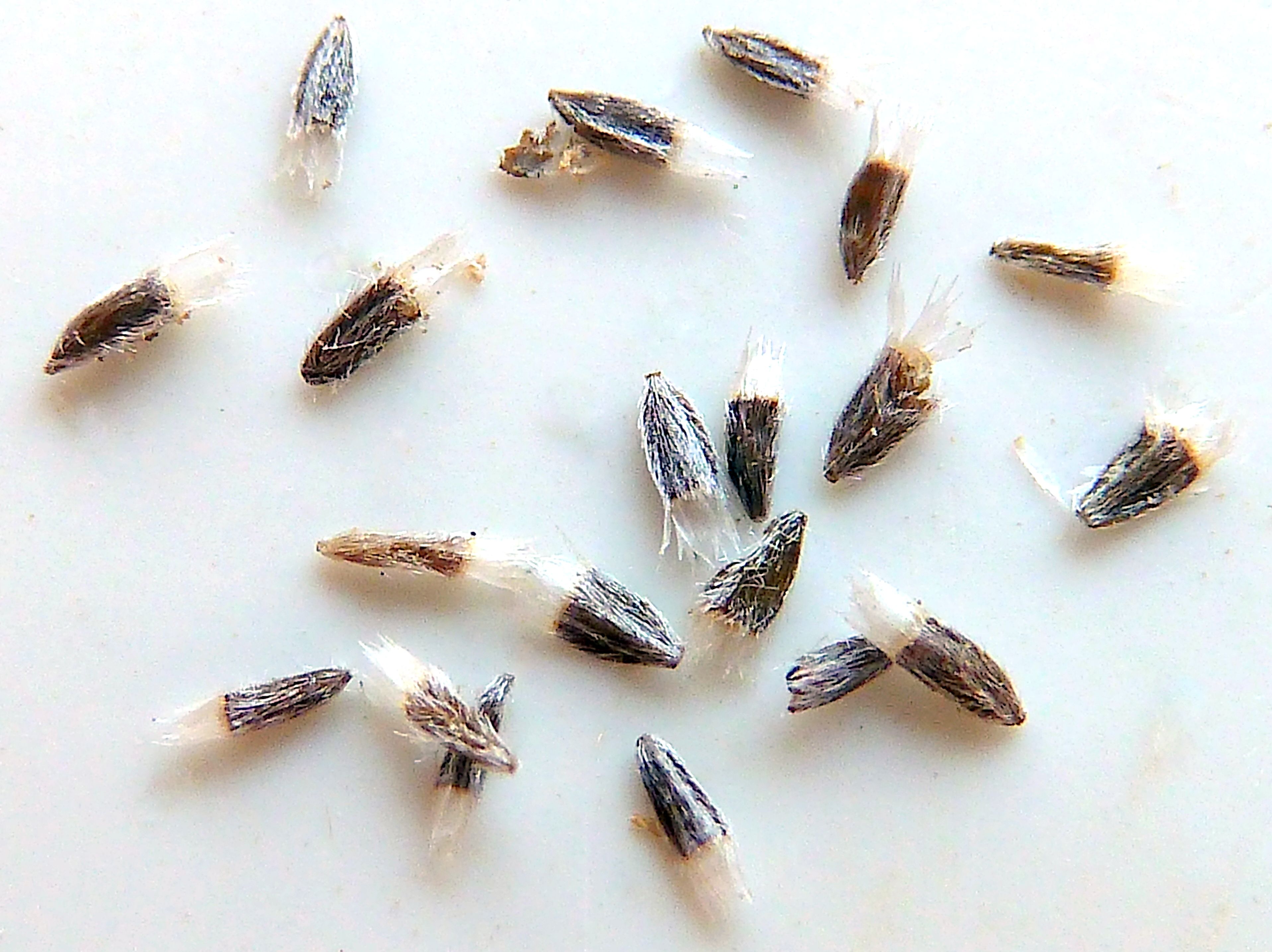
Achänen mit Pappus des Küstenstrandsterns (Pallenis maritima)

### Vegetative Merkmale
Pallenis-Arten sind Halbsträucher oder ausdauernde bzw. einjährige krautige Pflanzen. Die selbstständig aufrechten bis niederliegenden Sprossachsen sind unregelmäßig oder scheindichotom verzweigt und weich behaart.
Die wechselständig angeordneten Stängelblätter sind ungestielt und halbstängelumfassend. Die einfache, ganzrandige Blattspreite ist spatelförmig bis länglich und am oberen Ende gerundet bis spitz mit Stachelspitze.

### Generative Merkmale
Die körbchenförmigen Blütenstände stehen endständig einzeln. Die Hülle ist breit glockenförmig bis breit tassenförmig. Die Hüllblätter stehen dachziegelig in ein bis drei Kreisen. Die äußeren Hüllblätter sind laubblattähnlich mit lederigem, strohfarbenem Grund, abstehend, spatelig, schmal länglich oder lanzettlich, ganzrandig mit gerundetem bis spitzem oberen Ende, das eine Stachel- oder stechender Dornspitze besitzt. Der Korbboden ist flach bis konkav. Die Spreublätter sind häutig, gekielt und umfassen die Röhrenblüten. In den Blütenkörben sind Zungen- und Röhrenblüten (= Scheibenblüten) vorhanden.
Die Zungenblüten sind weiblich und gelb und stehen aufrecht bis ausgebreitet in einer bis drei Reihen. Die dreieckige Blütenröhre ist schwach behaart. Die Zunge ist dreigelappt, länglich bis verkehrt-eiförmig; Staminodien sind sehr klein oder fehlen. Der Griffel ist zylindrisch und gegabelt. Ihre dicht borstig behaarten Achänen sind im Umriss entweder linsenförmig oder verkehrt-eiförmig, gelblich bis bräunlich und enthalten in der Epidermis Kristallsand. Der Pappus besteht aus winzigen, unregelmäßigen Schuppen.
Die Röhrenblüten sind zwittrig und in Röhre und Saum gegliedert. Die Blütenröhre ist bräunlich und annähernd zylindrisch. Der Saum ist gelb, gleichartig fünfgelappt. Die Staubbeutel sind schmal länglich, am Grund pfeilförmig. Der Griffel ist zylindrisch und gegabelt. Ihre Achänen sind gelblich bis bräunlich, unregelmäßig drei- bis viereckig bis annähernd zylindrisch und oft etwas zusammengedrückt. Der Pappus besteht aus dunkelbraunen bis farblosen, krönchenartig angeordneten, freien, an der Spitze geschwänzten bis unregelmäßig gesägtren Schuppen.
Alle Pallenis-Arten weisen niedrige Chromosomengrundzahlen auf, entweder x = 5 oder x = 6.

## Systematik, Botanische Geschichte und Verbreitung
Die Gattung Pallenis wurde 1822 durch Alexandre Henri Gabriel de Cassini in Dictionnaire des Sciences Naturelles, 2. Auflage, 23, Seite 566 aufgestellt. Typusart ist Pallenis spinosa (L.) Cass.
Die Gattung Pallenis gehört zur Tribus Inuleae und umfasst sechs Arten. Ihre systematische Geschichte ist äußerst verwickelt. Wiklund typifizierte in den 1980er Jahren die Gattung Asteriscus mit Pallenis spinosa, so dass alle Arten der Gattung Pallenis zu Asteriscus umbenannt werden mussten, während die Arten der heutigen Gattung Asteriscus zu Bubonium oder Nauplius gestellt wurden. Gestützt auf eine frühere und damit gültige Typifizierung der Gattung Asteriscus mit Asteriscus aquaticus trennte Werner Greuter die Gattung Pallenis wieder von Asteriscus ab.
Molekularbiologische Untersuchungen bestätigten bereits 2002 die Eigenständigkeit der Gattung Pallenis und belegten ihre Monophylie. Die nächstverwandte Gattung ist Asteriscus.
|  | Pallenis spinosa                                                             |
|  |                                                                              |
|  | \| \| Pallenis hierichuntica \| \| \| \| \| \| Pallenis maritima \| \| \| \| |
|  |                                                                              |
|  | Pallenis hierichuntica                                                       |
|  |                                                                              |
|  | Pallenis maritima                                                            |
|  |                                                                              |

|  | Pallenis hierichuntica |
|  |                        |
|  | Pallenis maritima      |
|  |                        |

|  | Pallenis spinosa                                                             |
|  |                                                                              |
|  | \| \| Pallenis hierichuntica \| \| \| \| \| \| Pallenis maritima \| \| \| \| |
|  |                                                                              |
|  | Pallenis hierichuntica                                                       |
|  |                                                                              |
|  | Pallenis maritima                                                            |
|  |                                                                              |

|  | Pallenis hierichuntica |
|  |                        |
|  | Pallenis maritima      |
|  |                        |

|  | Pallenis spinosa                                                             |
|  |                                                                              |
|  | \| \| Pallenis hierichuntica \| \| \| \| \| \| Pallenis maritima \| \| \| \| |
|  |                                                                              |
|  | Pallenis hierichuntica                                                       |
|  |                                                                              |
|  | Pallenis maritima                                                            |
|  |                                                                              |

|  | Pallenis hierichuntica |
|  |                        |
|  | Pallenis maritima      |
|  |                        |

|  | Pallenis spinosa                                                             |
|  |                                                                              |
|  | \| \| Pallenis hierichuntica \| \| \| \| \| \| Pallenis maritima \| \| \| \| |
|  |                                                                              |
|  | Pallenis hierichuntica                                                       |
|  |                                                                              |
|  | Pallenis maritima                                                            |
|  |                                                                              |

|  | Pallenis hierichuntica |
|  |                        |
|  | Pallenis maritima      |
|  |                        |

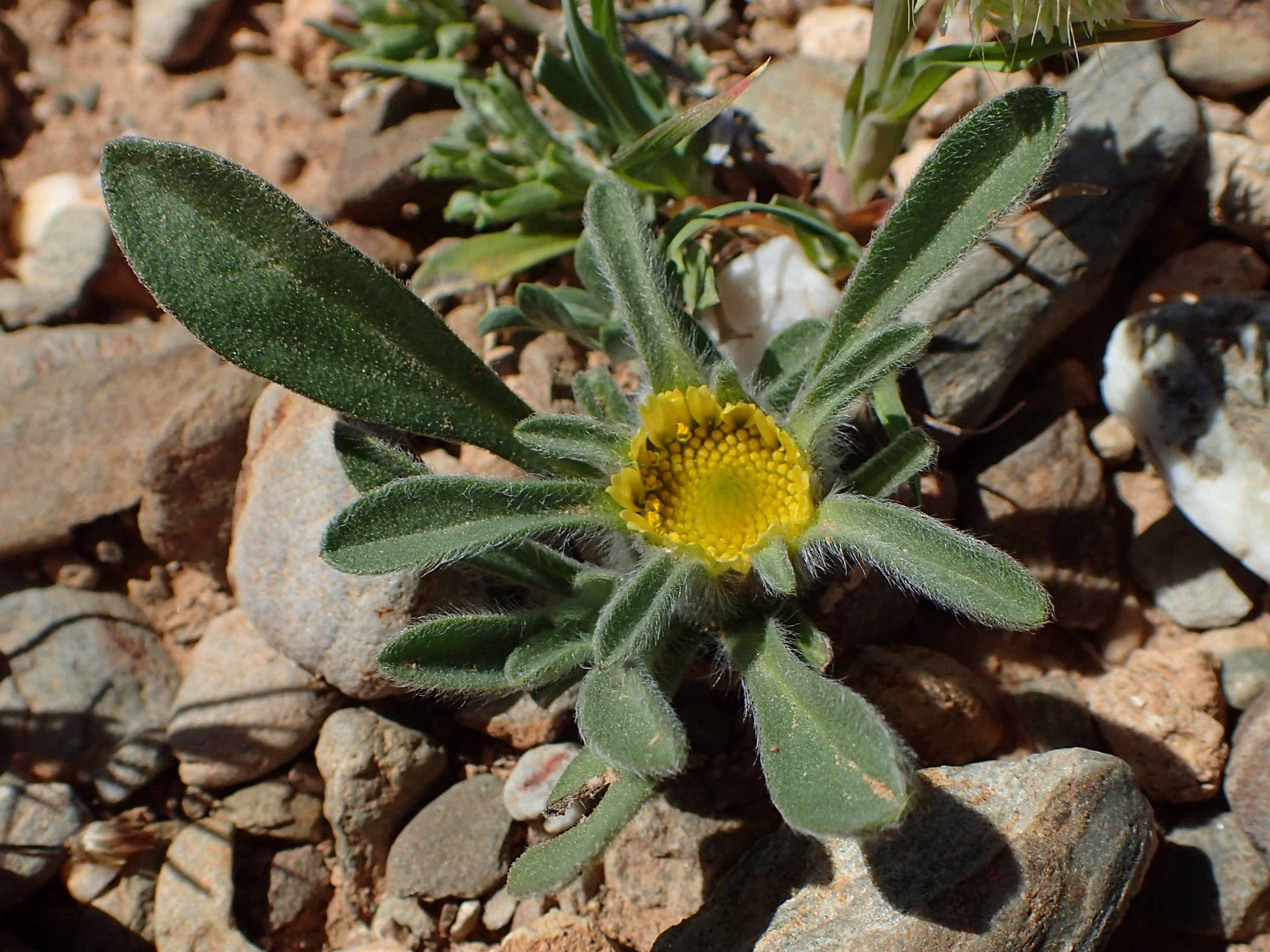
Pallenis hierichuntica

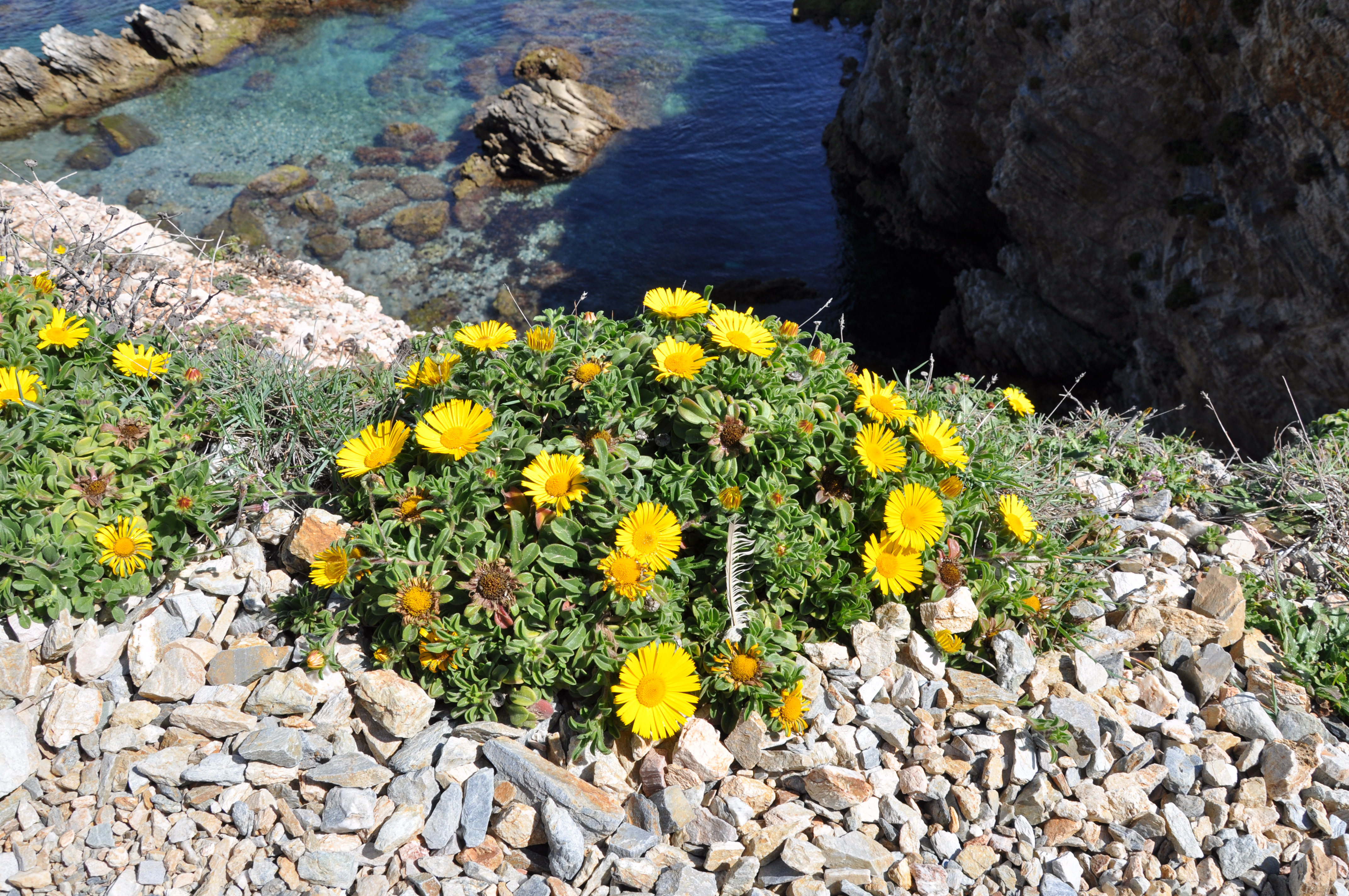
Küstenstrandstern (Pallenis maritima)

Pallenis-Arten sind in Wüsten und Küstenzonen rund um das Mittelmeer bis in den Mittleren Osten verbreitet, sie ist dort häufig. Das Mannigfaltigkeitszentrum liegt in Nordafrika.
Die Gattung Pallenis kann in zwei Untergattungen untergliedert werden und enthält etwa sechs Arten:
- Untergattung Pallenis:
  - Pallenis cuspidata Pomel: Heimat Maghreb (Algerien, Tunesien, Marokko).[6][5]
  - Pallenis cyrenaica Alavi: Heimat Libyen.[5]
  - Stechendes Sternauge (Pallenis spinosa (L.) Cass.)[3]: Sie ist im Mittelmeerraum verbreitet.
  - Pallenis teknensis (Dobignard & Jacquemoud) Greuter & Jury: Heimat Marokko.[4][5]
- Untergattung Saulcya (Michon) Greuter
  - Pallenis hierichuntica (Michon) Greuter:[4][5][7]: Sie ist in Nordafrika und Vorderasien verbreitet – meist „Pallenis hierochuntica“ geschrieben.
  - Küstenstrandstern (Pallenis maritima (L.) Greuter): Sie ist im Mittelmeerraum östlich bis Griechenland verbreitet.[5]